# Dennis Cleveland Stewart
Dennis Cleveland Stewart (Los Ángeles, California; 29 de julio de 1947 - Ibídem; 20 de abril de 1994) fue un actor y bailarín estadounidense.

## Biografía
Conocido por su papel en la película Grease (1978) participando como Leo "Caracráter" Kapinski, líder de la banda de los Escorpiones. y volvió a interpretar el papel de líder de los Motoristas en Grease 2 (1982). Apareció también como bailarín en The Beatles' Sgt Pepper's Lonely Hearts Club Band. Era abiertamente homosexual.

## Fallecimiento
Diagnosticado con SIDA en el año 1993, murió por complicaciones producidas por la misma enfermedad en el año 1994.

## Filmografía
| Año  | Película                              | Personaje                     | Observaciones                                                                                |
| ---- | ------------------------------------- | ----------------------------- | -------------------------------------------------------------------------------------------- |
| 1977 | Pete's Dragon                         | Pescador                      | No acreditado; Pedro y el dragón Elliot en España                                            |
| 1978 | Grease                                | Leo, miembro de los Scorpions | Acreditado como Dennis C. Stewart                                                            |
| 1978 | Sgt. Pepper's Lonely Hearts Club Band | Bailarín                      | Cameo                                                                                        |
| 1979 | Elvis                                 |                               | Telefilm                                                                                     |
| 1981 | Zoot Suit                             | Swabbie                       |                                                                                              |
| 1982 | Grease 2                              | Balmudo                       | Acreditado como Dennis C. Stewart                                                            |
| 1983 | D.C. Cab                              | Ski Mask Hoodlum              | Aka Street Fleet                                                                             |
| 1988 | Police Story: Cop Killer              | Ronnie Sample                 | Telefilm                                                                                     |
| 1988 | Cop                                   | Lawrence "Birdman" Henderson  |                                                                                              |
| 1990 | Fatal Charm                           | Moody                         | (V)                                                                                          |
| Año  | Serie de televisión                   | Personaje                     | Observaciones                                                                                |
| 1983 | The Greatest American Hero            | Lenny                         | 1 episodio ("It's Only Rock and Roll")                                                       |
| 1985 | Moonlighting                          | Mohawk rubio                  | Solo en el piloto                                                                            |
| 1985 | Hunter                                |                               | 1 episodio ("The Snow Queen: Part 2")                                                        |
| 1985 | Misfits of Science                    | Taggart                       | 1 episodio ("Steer Crazy")                                                                   |
| 1986 | The A-Team                            | Desconocido                   | 1 episodio ("Waiting for Insane Wayne")                                                      |
| 1986 | Alfred Hitchcock Presents             | Ladrón #2                     | Acreditado como Dennis C. Stewart                                                            |
| 1986 | MacGyver                              | Tom                           | Episodio: "Three for the Road"                                                               |
| 1989 | Jesse Hawkes                          | Chino Kane                    | Episodio fechado el 20 de mayo de 1989                                                       |
| 1991 | Parker Lewis Can't Lose               | Cellmate Mean Guy             | Dos apariciones en la serie, con dos personajes distintos; acreditado como Dennis C. Stewart |